# Visjöns naturreservat
Visjön är en sjö och ett naturreservat i Lessebo kommun i Kronobergs län.
Reservatet är skyddat sedan 1996 och är 200 hektar stort. Det är beläget norr om Kosta samhälle och utgörs av en sjö, Visjön (Ekeberga socken, Småland), omgiven av myr och barrblandskog. År 2012 utvidgades reservat med 140 hektar. Detta i nordväst där området består av en mosaik av äldre barrskogar med inslag av urskog, sumpskog och öppna myrar.

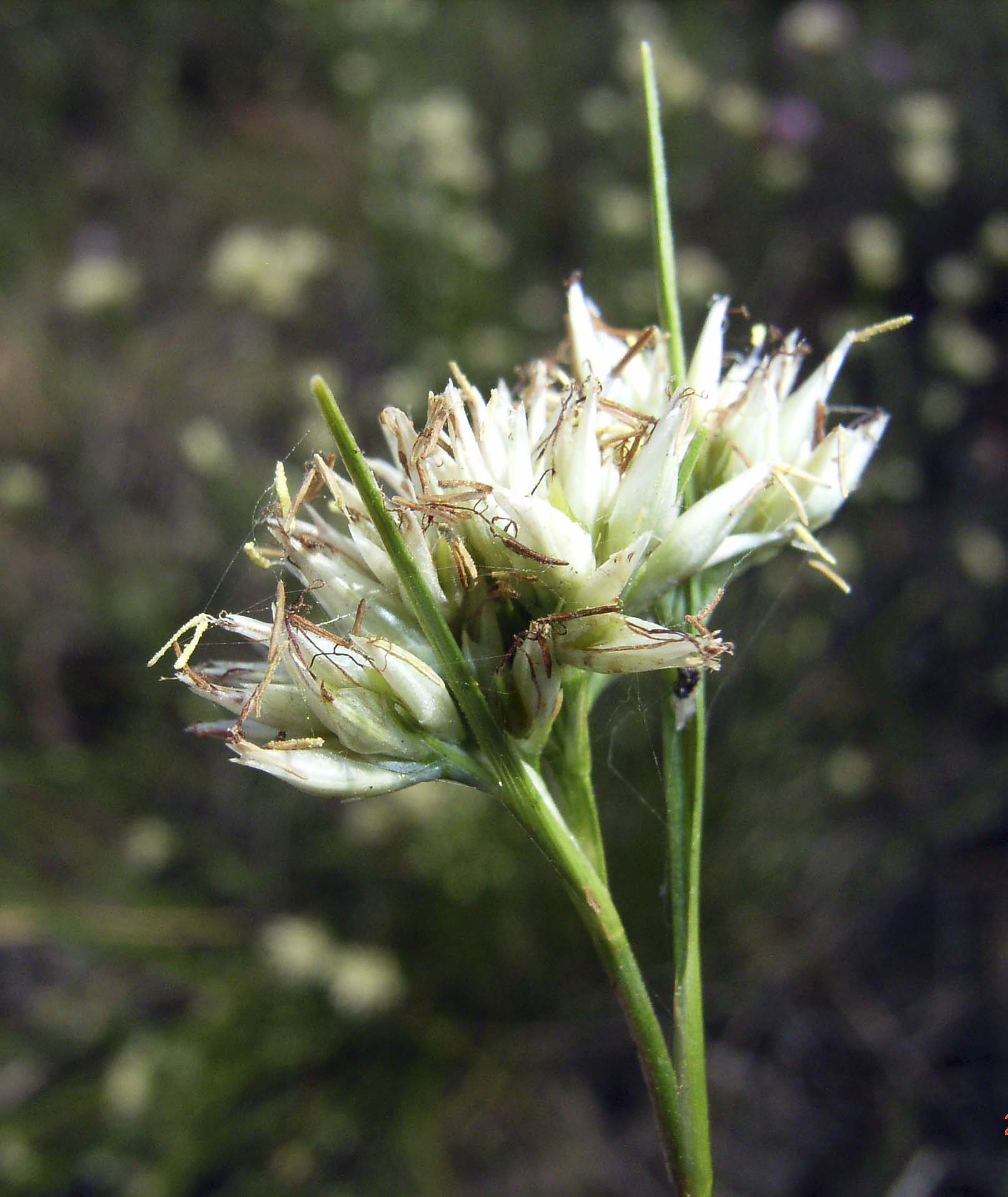
Vitag

Området är artrikt med bland annat blåmossa, stor revmossa, garnlav, gammelgranslav, långfliksmossa, blodlav,  vågig sidenmossa, grynig blåslav, sotlav, dystarr, vitag och dybläddra. På myrarna växer flera vitmossearter.
Syftet med naturreservatet är att bevara en typisk näringsfattig smålandssjö som är omgiven av cirka 100-årig barrblandskog. 
Väster om sjön ligger en rullstensås, Visjöåsen. Runt sjön finns en 6 km lång markerad stig.
I Visjöns naturreservat ingår två områden som redan 1952 och 1958 skyddades som domänreservat av dåvarande Domänverket